# Schiztobracon trisinuatus
Schiztobracon trisinuatus är en stekelart som beskrevs av Charles Thomas Brues 1926. Schiztobracon trisinuatus ingår i släktet Schiztobracon och familjen bracksteklar. Inga underarter finns listade i Catalogue of Life.